# Église San Francesco d'Assisi al Vomero

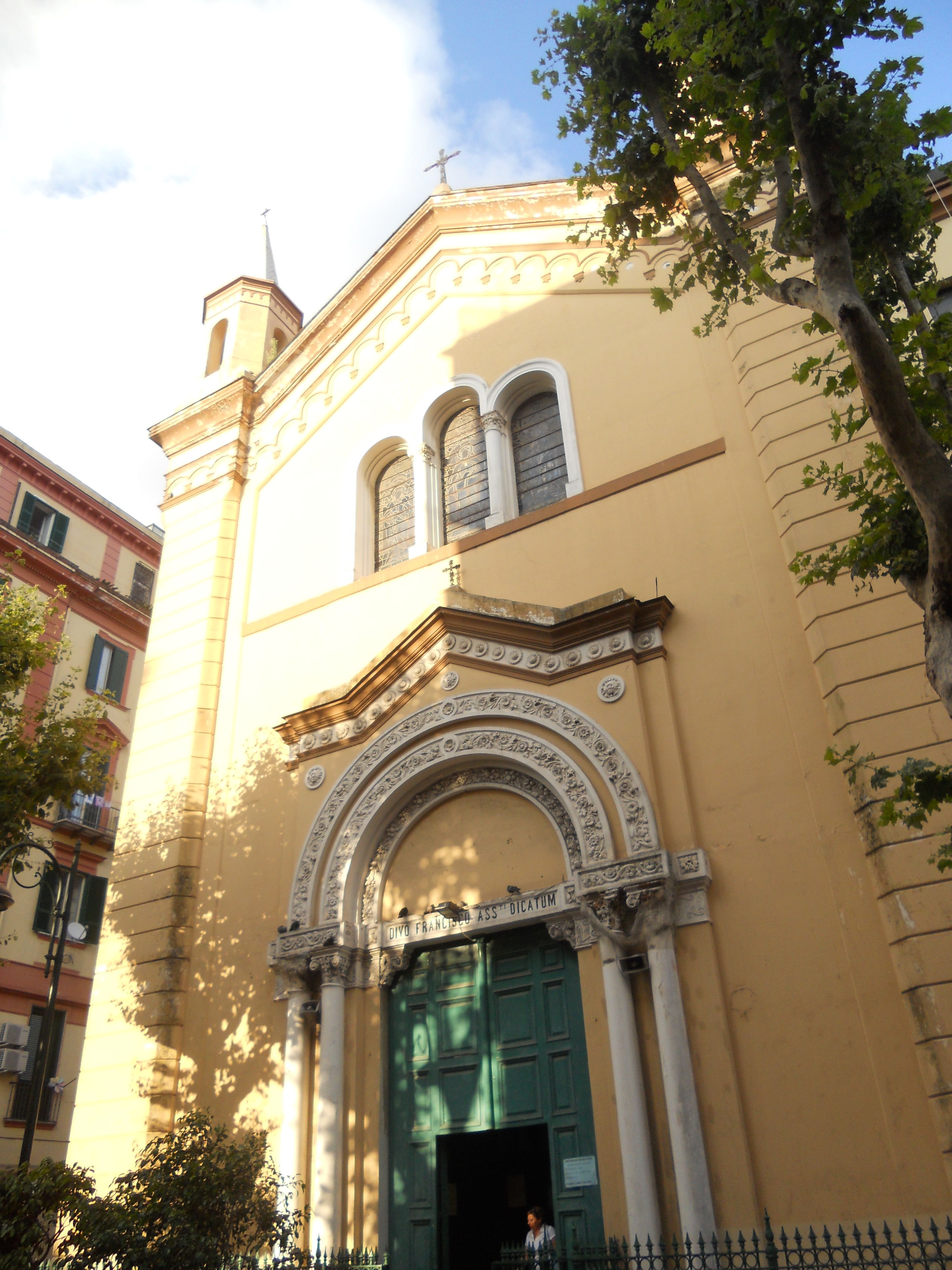
Façade de l'église.

L'église San Francesco d'Assisi al Vomero est un édifice religieux catholique de Naples (Italie). Sise dans le quartier du Vomero et dédiée à saint François d'Assise. l'église et son couvent annexe appartiennent  aux franciscains.

## Histoire et description
L'église, son couvent et son cloître sont construits entre 1892 et 1894 selon les plans d'un architecte italien, mais sous la supervision d'un frère franciscain allemand.
La façade néo-romane est caractérisée par deux petits campaniles en forme de pinacle et par un triforium. Le portail est surmonté d'une lunette sous une corniche soutenue par deux paires de colonnes.
Elle possède une petite reproduction de la grotte de Lourdes.

## Source de la traduction
- (it) Cet article est partiellement ou en totalité issu de l’article de Wikipédia en italien intitulé « Chiesa di San Francesco d'Assisi al Vomero » (voir la liste des auteurs).